# Juliane Weber
Juliane Marie-Luise Weber (* 10. Juli 1939 als Juliane Marie-Luise Lampe in Dresden; † 9. Dezember 2023 in Königswinter) arbeitete viele Jahre als Büroleiterin des deutschen Bundeskanzlers Helmut Kohl.

## Leben
Sie wurde 1939 in Dresden als Älteste von fünf Geschwistern geboren. Während des Zweiten Weltkriegs zog sie mit ihrer Mutter und ihren Geschwistern zunächst nach Northeim und später nach Mainz. Ab 1956 war sie in der Oberfinanzdirektion Mainz und anschließend im Innenministerium tätig. 1965 begann sie ihre Arbeit für Helmut Kohl, damals CDU-Fraktionsvorsitzender im Landtag Rheinland-Pfalz. Bis zum Ende seiner Kanzlerschaft 1998 gehörte Weber als Bürochefin zu den engsten Vertrauten und wichtigsten Ratgebern Kohls. 1999 übernahm Lutz Stroppe das Berliner Büro des Altkanzlers; Weber war von da an bis zu ihrem Abschied aus dem Berufsleben im Sommer 2005 für die Koordinierung des Terminkalenders und der persönlichen Kontakte des Politikers verantwortlich.
Im Zusammenhang mit dem Flick-Untersuchungsausschuss Mitte der 1980er-Jahre äußerte Otto Schily in einer Strafanzeige den Verdacht, Weber habe als „Geldbotin“ mehrfach die Düsseldorfer Unternehmenszentrale besucht. Einen Hinweis auf die „Kohl-Gehilfin Weber“ habe auch Eberhard von Brauchitsch gegeben.
Ab 1964 war sie mit Bernhard Weber, dem Finanzchef des ZDF, verheiratet. Sie lebte ab 2005 mit ihrem Mann wieder in Bonn und zuletzt in Königswinter. Dort starb sie im Dezember 2023 im Alter von 84 Jahren.